# Pas på mor
Pas på mor er en dansk tv-serie fra 1999 produceret af DR efter manuskript af Geoffrey Atherden med bearbejdning af Ann Mariager. Serien blev instrueret af Morten Hovman.
Serien handler om den glemsomme men kløgtige Lilly, og hendes to sønner Morten og Henrik. 

## Medvirkende
- Grethe Holmer (Lily)
- Steen Stig Lommer (Morten)
- Steen Springborg (Henrik)
- Lisbeth Gajhede (forstanderinden)
- Joy-Maria Frederiksen (Helen)

## Eksterne links
- Omtale på DR's hjemmeside
- Serien på DR Bonanza
- Pas på mor på Internet Movie Database (engelsk)
- Pas på mor på Filmdatabasen
- Pas på mor på danskefilm.dk
- Pas på mor hos The Movie Database (engelsk)

| Fjernsyn | Spire Denne artikel om et tv-program er en spire som bør udbygges. Du er velkommen til at hjælpe Wikipedia ved at udvide den. |